# Home Nations Championship 1887
Die Ausgabe 1887 des Turniers Home Nations Championship in der Sportart Rugby Union (das spätere Five Nations bzw. Six Nations) fand vom 8. Januar bis zum 12. März statt. Turniersieger wurde Schottland.

## Teilnehmer
| Land       | Stadion                          | Stadt                 | Kapitän                                   |
| ---------- | -------------------------------- | --------------------- | ----------------------------------------- |
| England    | Whalley Range                    | Manchester            | Alan Rotherham                            |
| Irland     | Lansdowne Road / Ormeau Road     | Dublin / Belfast      | Robert Warren                             |
| Schottland | Raeburn Place                    | Edinburgh             | Charlie Reid                              |
| Wales      | Cricket Ground / Birkenhead Park | Llanelli / Birkenhead | Charlie Newman / Robert Gould / Tom Clapp |

## Tabelle
|    | Land       | Spiele | Siege | Unent. | Ndlg. | Spiel- punkte | Diff. | Tabellen- punkte |
| -- | ---------- | ------ | ----- | ------ | ----- | ------------- | ----- | ---------------- |
| 1. | Schottland | 3      | 2     | 1      | 0     | 6:0           | + 6   | 5                |
| 2. | Wales      | 3      | 1     | 1      | 1     | 1:4           | − 3   | 3                |
| 3. | Irland     | 3      | 1     | 0      | 2     | 2:3           | − 1   | 2                |
| 3. | England    | 3      | 0     | 2      | 1     | 0:2           | − 2   | 2                |

## Ergebnisse
Für das Spielergebnis zählte die Anzahl erzielter Tore. Ein Tor wurde für eine erfolgreiche Erhöhung nach einem Versuch oder für ein Dropgoal gegeben. Endete das Spiel unentschieden nach Anzahl der Tore, zog man die nicht erhöhten Versuche hinzu, um einen Gewinner zu ermitteln. Gab es danach immer noch keinen eindeutigen Sieger, so trennten sich beide Teams unentschieden.
Ergebnisnotation: 
 T = Try (Versuch); G = Goal (Tor nach Versuch); D = Dropgoal
(in Klammern die Anzahl erzielter Tore)
| 8. Januar 1887 | Wales         | 0 : 0 | England | Cricket Ground, Llanelli Zuschauer: 8.000 Schiedsrichter: George Hill (England) |
| 8. Januar 1887 | (0:0) Bericht |       |         | Cricket Ground, Llanelli Zuschauer: 8.000 Schiedsrichter: George Hill (England) |

| 5. Februar 1887 | Irland                                              | 2G : 0        | England | Lansdowne Road, Dublin Schiedsrichter: William Phillips (Wales) |
| 5. Februar 1887 | Versuche: Montgomery Tillie Erhöhungen: Rambaut (2) | (2:0) Bericht |         | Lansdowne Road, Dublin Schiedsrichter: William Phillips (Wales) |

| 19. Februar 1887 | Irland | 0 : 2G 2T     | Schottland                                                          | Ormeau Road, Belfast Schiedsrichter: George Hill (England) |
| 19. Februar 1887 |        | (0:2) Bericht | Versuche: McEwan Maclagan Morton Erhöhungen: Berry Dropgoals: Berry | Ormeau Road, Belfast Schiedsrichter: George Hill (England) |

| 26. Februar 1887 | Schottland                                                                                                 | 4G 8T : 0     | Wales | Raeburn Place, Edinburgh Zuschauer: 6.000 Schiedsrichter: Frederick Currey (England) |
| 26. Februar 1887 | Versuche: Lindsay (5) McEwan Maclagan MacMillan Morton Orr Reid Wauchope Erhöhungen: Berry (2) Woodrow (2) | (4:0) Bericht |       | Raeburn Place, Edinburgh Zuschauer: 6.000 Schiedsrichter: Frederick Currey (England) |

| 5. März 1887 | England           | 1T : 1T       | Schottland       | Whalley Range, Manchester Zuschauer: 9.000 Schiedsrichter: Thomas Lyle (Irland) |
| 5. März 1887 | Versuche: Jeffery | (0:0) Bericht | Versuche: Morton | Whalley Range, Manchester Zuschauer: 9.000 Schiedsrichter: Thomas Lyle (Irland) |

| 12. März 1887 | Irland                   | 3T : 1T 1D    | Wales                              | Birkenhead Park, Birkenhead Zuschauer: 5.000 Schiedsrichter: J. A. Gardner (Schottland) |
| 12. März 1887 | Versuche: Montgomery (3) | (0:1) Bericht | Versuche: Morgans Dropgoals: Gould | Birkenhead Park, Birkenhead Zuschauer: 5.000 Schiedsrichter: J. A. Gardner (Schottland) |